# Jatibonicù Taíno
Jatibonicù Taino /Jatibonicù, "The Great People of the Sacred High Waters", / jedno od suvremenih plemena Taino Indijanaca s otoka Puerto Rico (na njihovom jeziku Boriken), na planinama La Cordillera Central, čiji su preci 1500.-tih godina imali 3 sela /yucayeque(s)/, današnji Orocovis, Barranquitas i Aibonito. 
Jatibonicu Taino službeno su priznati od Portorika 18. studenog 1970. pod službenim nazivom Jatibonicu Taino Tribe of Borikén.